# باشگاه فوتبال آینتراخت فرانکفورت
آینتراخت فرانکفورت (به آلمانی: Eintracht Frankfurt) باشگاه فوتبال آلمانی است که در شهر فرانکفورت قرار دارد و در حال حاضر در بوندس‌لیگا، بالاترین دسته از لحاظ لیگی قرار دارد و دو عنوان قهرمانی در لیگ اروپا را درسالهای ۱۹۸۰ و۲۰۲۲ را در کارنامه دارد.
این تیم در سال ۱۸۹۹ تأسیس شد و تا به حال موفق به کسب یک عنوان قهرمانی در لیگ آلمان، ۵ عنوان قهرمانی در جام حذفی آلمان به‌همراه یک نایب قهرمانی در جام باشگاه‌های اروپا و همچنین دو قهرمانی در جام یوفا (لیگ اروپا) شده‌است. از سال ۱۹۲۵ به بعد، ورزشگاه اختصاصی این باشگاه ورزشگاه والداستادیون بوده که در سال ۲۰۰۵ نام آن به کومرتسبانک آرنا تغییر یافت.

## تاریخچه

### ۱۹۰۹ تا ۱۹۲۰: پیدایش باشگاه
اصالت باشگاه آینتراخت فرانکفورت برمی‌گردد به زمانی که دو باشگاه «کانون فوتبال فرانکفورتر ویکتوریا ۱۸۹۹» (که از آن بعنوان باشگاه اصلی یاد می‌کنند) و «کانون فوتبال فرانکفورتر کیکرز ۱۸۹۹» با یکدیگر ادغام شدند. این دو تیم پس از یکی شدن در مه ۱۹۰۹ نام «باشگاه فوتبال فرانکفورتر وراین (کیکرز-ویکتوریا)» را انتخاب کردند. ادغام این دو تیم باعث قوت گرفتن این تیم شد و آنها موفق شدند در سالهای ۱۹۱۲، ۱۹۱۳ و ۱۹۱۴ در نوردکرایس-لیگا قهرمان شوند و در هر سه سال به مسابقات قهرمانی جنوبی آلمان راه پیدا کنند. در سال ۱۹۲۰ نام باشگاه به «تی‌یواس آینتراخت فرانکفورت ۱۸۶۱» تغییر یافت. کلمهٔ آینتراخت در آلمانی به معنای «هماهنگی و توازن» است.

### ۱۹۲۰ تا ۱۹۶۰: جدایی باشگاه‌ها و نایب قهرمانی جام قهرمانان اروپا
در آن زمان، ورزش در آلمان بیشتر بر رشته ژیمناستیک متمرکز شده بود و در سال ۱۹۲۷، بخش ژیمناستیک و فوتبال باشگاه ورزشی آینتراخت فرانکفورت از یکدیگر جدا شدند و به دو باشگاه "ترنگ‌مایندن آینتراخت فرانکفورت ۱۸۶۱" و "اسپورت‌گمایند آینتراخت فرانکفورت (اف‌اف‌وی) ۱۸۹۹" تقسیم شدند.
در پایان دهه ۲۰ و آغاز دهه ۳۰ میلادی، آینتراخت مسابقات و جام‌های محلی و منطقه‌ای بسیاری را برد. قهرمانی آنها در لیگ‌های منطقه‌ای شامل قهرمانی در کریسلیگا نوردماین، سپس در بزیرکسلیگا ماین و همچنین بزیرکسلیگا ماین-هسن بود. آنها در ۱۹۳۰ و ۱۹۳۱ از رقابت‌ها در مسابقه حذفی (پلی-آف) در مرحله یک‌چهارم نهایی حذف شدند و در سال ۱۹۳۲ به فینال مسابقات رسیدند ولی در آخرین مرحله با نتیجهٔ ۲–۰ به بایرن مونیخ باختند. بایرن در آن سال اولین قهرمانی خود در لیگ آلمان را به دست آورد. در دوران آلمان نازی، فوتبال آلمان چینش و مرتب‌سازی جدیدی پیدا کرد و آینتراخت در لیگ گائولینا سادوست شرکت کرد؛ جایی که اکثراً در بالای جدول لیگ قرار می‌گرفت و یک‌بار هم ذر سال ۱۹۳۸ قهرمان شد.

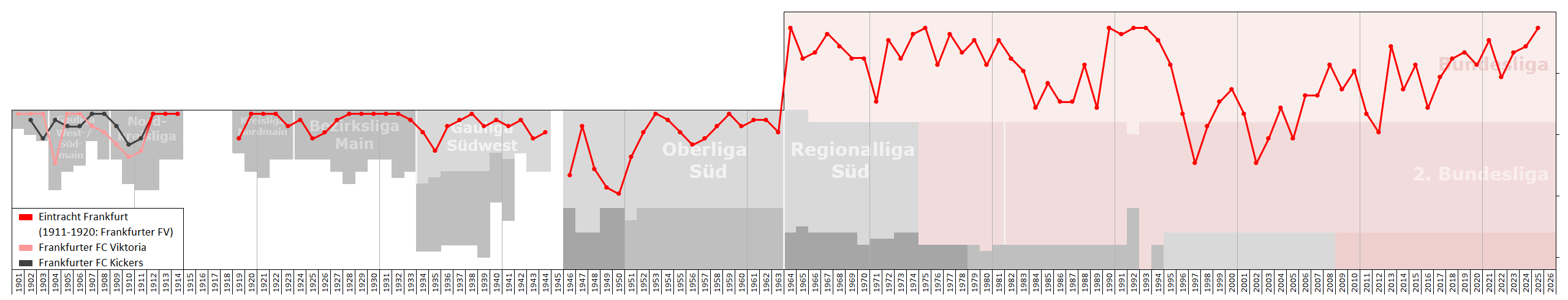
عملکرد آینتراخت فرانکفورت از سال ۱۹۴۶ تا ۲۰۱۸ میلادی

پس از جنگ جهانی دوم، باشگاه در اوبرلیگا ساد مسابقه می‌داد و موفق به کسب قهرمانی در سال‌های ۱۹۵۳ و ۱۹۵۹ شد. بزرگ‌ترین موفقیت آنها در همین سال ۱۹۵۹ بود؛ جایی که با نتیجهٔ ۳–۵ در برابر یکی از بزرگ‌ترین حریفان‌شان، کیکرز آفن‌باخ موفق به پیروزی و قهرمانی در مسابقات قهرمانی فوتبال آلمان شدند و پس از آن به جام قهرمانی اروپا در سال ۱۹۶۰ راه یافتند. آینتراخت فرانکفورت در جام باشگاه‌های اروپای آن سال تا مرحلهٔ فینال راه یافت و به رئال مادرید اسپانیا برخورد کرد. در یکی از مسابقاتی که رسانه‌ها از آن بعنوان بهترین مسابقه تاریخ فوتبال یاد کردند، آینتراخت در برابر رئال با نتیجه ۷–۳ بازی را واگذار کرد. آلفردو دی استفانو، یکی از اسطوره‌های تاریخ رئال، در آن مسابقه هت-تریک کرد و دیگر اسطورهٔ رئال، فرانس پوشکاش، ۴ گل به ثمر رساند تا آینتراخت به مقام نایب قهرمانی دست یابد.

### ۱۹۶۰ تا کنون: پیدایش بوندس‌لیگا و فراز و نشیب‌های مختلف
آینتراخت فرانکفورت به بازی در سطح اول فوتبال آلمان و گرفتن نتایج خوب ادامه داد و توانست برای خود در میان تیم‌های دستهٔ اول فوتبال آلمان نام و شهرتی پیدا کند. آنها توانستند به جمع ۱۶ تیم برتر آلمان برای حضور در بوندس‌لیگا بپیوندند که در سال ۱۹۶۳ برای اولین بار تأسیس شد. آینتراخت برای ۳۳ فصل در بوندس‌لیگا مسابقه داد و در اکثر فصول آن، در بین ۸ تیم اول قرار گیرند. بهترین نتیجهٔ آنها در بوندس‌لیگا، ۵ مقام سومی بوده‌است. آنها در فصل ۹۲–۱۹۹۱ بوندس‌لیگا (که یکی از مقام سوم‌های آنان است) تنها ۲ امتیاز از اشتوتگارت برای قهرمانی کم داشتند. آینتراخت حتی در سال‌های ۱۹۸۴ و ۱۹۸۹ در معرض سقوط بودند ولی موفق شدند با برد ۶–۱ (رفت و برگشت در برابر ام‌اس‌وی دویسبورگ) و برد ۴–۱ (رفت و برگشت در برابر ساربروکن) از سقوط خود جلوگیری کنند. تلاش‌های آینتراخت در فصل ۹۷–۱۹۹۶ برای رفتن به دستهٔ پایین‌تر جواب نداد و آنها به‌همراه باشگاه کایزسلاترن به بوندس‌لیگا ۲ سقوط کردند. نکته جالب و ناراحت‌کننده دربارهٔ افت این دو تیم این بود که هر دو جزو ۴ تیمی بودند که از ابتدای بوندس‌لیگا در لیگ حضور داشته‌اند.
از سال ۱۹۹۷ تا ۲۰۰۵ آینتراخت در بوندس‌لیگا ۱ نتایج خوبی نمی‌گرفت و به دستهٔ پایین سقوط می‌کرد و دوباره به سطح اول فوتبال آلمان برمی‌گشت به طوری که در ۸ سال آنها ۶ بار سقوط و صعود کردند.
فصل ۱۱–۲۰۱۰ با چهارمین سقوط آنها به بوندس‌لیگا ۲ همراه بود. آنها در این فصل رکورد بیشترین امتیاز در یک نیم‌فصل بوندس‌لیگا را از آن خود کردند و نیم‌فصل را با تعطیلات زمستانی بوندس‌لیگا به پایان رساندند ولی با شروع نیم‌فصل دوم، آنها با طلسم عجیبی مواجه شدند به طوری که در ۷ بازی اول خود هیچ گلی به ثمر نرساندند و با اینکه بازی هشتم را بردند، مربی‌شان مایکل اسکیبه اخراج شد و جای خود را به کریستوف دوام داد و این کمی باعث پیشرفت روحیه و اقبال تیم در گل‌زنی شد. آنها از ۷ بازی پایانی لیگ تنها موفق به دریافت ۳ امتیاز (از سه تساوی) شدند و سرانجام، در هفتهٔ سی و چهارم سقوط کردند.
یک سال بعد، آینتراخت موفق شد آلمانیا آخن را با نتیجهٔ ۳–۰ در هفتهٔ سی و دوم بوندس‌لیگا ۲ ببرد و صعود خود را قطعی کند.
در سال ۱۸–۲۰۱۷، طبق آمار اعلام‌شده، آینتراخت فرانکفورت بیستمین باشگاه پرطرفدار در اروپا بود که در نوع خود قابل توجه بود؛ زیرا از تیم‌های بزرگ اروپایی مثل پاریس سن-ژرمن، اتلتیکو مادرید و اینترمیلان هوادار بیشتر داشت.

### موفقیت‌های خارج از بوندس‌لیگا
آینتراخت به کسب عنوان‌های زیادی در خارج از بوندس‌لیگا شده‌است. آنها در یکی از بهترین بازی‌های تاریخ فوتبال در فینال جام اروپا از رئال مادرید ۷–۳ باختند و در حضور ۱۲۷۶۲۱ تماشاچی مقام نایب قهرمانی را به دست آوردند؛ بازی که در آن آلفردو دی استفانو ۳ گل و فرانس پوشکاش ۴ گل به ثمر رساندند.
در سال ۱۹۶۷، آینتراخت جام اینترتوتو را با پیروزی علیه اینتر براتیسلاوا در فینال به دست آورد.
آنها موفق به قهرمانی در جام حذفی آلمان در سال‌های ۱۹۷۴، ۱۹۷۵، ۱۹۸۱، ۱۹۸۸ و ۲۰۱۸ شده‌اند. آینتراخت با پیروی در برابر بروسیا مونشن‌گلادباخ، یک تیم آلمانی دیگر، مقام قهرمانی در جام اروپا ۱۹۸۰ را کسب کرد. آنها همچنین در سال ۰۶–۲۰۰۵، در فینال جام حذفی مقابل بایرن مونیخی قرار گرفتند که موفق به کسب عنوان قهرمانی در بوندس‌لیگا شده بود و از قبل مجوز حضور در لیگ قهرمانان اروپا را داشت ولی به آنها رحم نکرد و شکست‌شان داد و بدین ترتیب، آینتراخت فرانکفورت بعنوان نایب قهرمان جام حذفی آلمان به مرحلهٔ گروهی لیگ اروپا صعود کرد.
علاوه بر انجام مسابقات مشهور دوستانه با بسیاری از باشگاه‌های بزرگ جهان، آینتراخت با بسیاری از کشورهای جهان بازی دوستانه انجام داده‌است که شامل تیم‌های ملی: آرژانتین، اتریش، آذربایجان، بلژیک، کلمبیا، چک، اسلواکی، مصر، فرانسه، آلمان، اسرائیل، مجارستان، هلند، لهستان، لوکزامبورگ، کوزوو، کویت، مالزی، کنیا، تونس، کره جنوبی، ویتنام و رومانی می‌شود.

## افتخارات

### داخلی
- مسابقات قهرمانی آلمان
  - قهرمانی: ۱۹۵۹
  - نایب قهرمانی: ۱۹۳۲
- جام حذفی آلمان
  - قهرمانی: ۱۹۷۴، ۱۹۷۵، ۱۹۸۱، ۱۹۸۸، ۲۰۱۸
  - نایب قهرمانی: ۱۹۶۴، ۲۰۰۶، ۲۰۱۷
- بوندس‌لیگا ۲
  - قهرمانی: ۹۸–۱۹۹۷
  - نایب قهرمانی: ۱۲–۲۰۱۱

### بین‌المللی
- لیگ قهرمانان اروپا
  - نایب قهرمانی: ۶۰–۱۹۵۹
- لیگ اروپا
  - قهرمانی: ۱۹۸۰–۱۹۷۹، ۲۰۲۲–۲۰۲۱
- جام اینترتوتو یوفا
  - قهرمانی: ۱۹۶۷
- کوپا دله آلپی
  - قهرمانی: ۱۹۶۷

## بازیکنان

### بازیکنان فعلی
تا تاریخ 3 February 2025
| شماره |                     | پست       | بازیکن                         |
| ----- | ------------------- | --------- | ------------------------------ |
| ۱     | آلمان               | دروازه‌بان | کوین تراپ (کاپیتان)            |
| ۳     | بلژیک               | مدافع     | آرتور تیته                     |
| ۴     | آلمان               | مدافع     | رابین کخ                       |
| ۵     | سوئیس               | مدافع     | Aurèle Amenda                  |
| ۶     | دانمارک             | هافبک     | اسکار هویلوند                  |
| ۸     | الجزایر             | مهاجم     | Farès Chaïbi                   |
| ۹     | کرواسی              | مهاجم     | ایگور ماتانوویچ                |
| ۱۳    | دانمارک             | مدافع     | راسموس کریستنسن (قرضی از لیدز) |
| ۱۵    | تونس                | هافبک     | الیاس صخیری                    |
| ۱۶    | سوئد                | هافبک     | هوگو لارسن                     |
| ۱۷    | فرانسه              | مهاجم     | الی واهی                       |
| ۱۸    | سوریه               | هافبک     | محمود داهود                    |
| ۱۹    | فرانسه              | مهاجم     | ژان-ماتئو باهویا               |
| ۲۰    | ترکیه               | هافبک     | جان اوزان                      |
| ۲۱    | آلمان               | مدافع     | ناتانائیل براون                |
| ۲۲    | ایالات متحده آمریکا | مدافع     | تیموتی چندلر                   |

| شماره |          | پست       | بازیکن                  |
| ----- | -------- | --------- | ----------------------- |
| ۲۳    | مجارستان | هافبک     | Krisztián Lisztes       |
| ۲۶    | فرانسه   | هافبک     | اریک جونیور دینا ابیمبه |
| ۲۷    | آلمان    | هافبک     | ماریو گوتسه             |
| ۲۸    | آلمان    | هافبک     | Marcel Wenig            |
| ۲۹    | فرانسه   | مدافع     | نیلز نکونکو             |
| ۳۰    | بلژیک    | مهاجم     | میچی باتشوایی           |
| ۳۳    | آلمان    | دروازه‌بان | ینس گرال                |
| ۳۴    | آلمان    | مدافع     | ننامدی کالینز           |
| ۳۵    | برزیل    | مدافع     | Tuta                    |
| ۳۶    | آلمان    | مهاجم     | انسگر کناف              |
| ۳۸    | آلمان    | هافبک     | ابو بکیر ایش            |
| ۴۰    | برزیل    | دروازه‌بان | Kauã Santos             |
| ۴۴    | اکوادور  | مدافع     | Davis Bautista          |
| ۴۵    | آلمان    | هافبک     | Mehdi Loune             |
| ۴۷    | مجارستان | هافبک     | Noah Fenyő              |

### بازیکنان برجسته و سرشناس
فهرست بازیکنانی که از تیم آینتراخت فرانکفورت موفق به کسب مقام در مسابقات ملی شده‌اند:

#### جام جهانی

##### قهرمانی
جام جهانی فوتبال ۱۹۵۴ - آلمان
- آلفرد پفاف (۱۹۴۹–۱۹۶۱)
- تونی تورک (۱۹۴۶–۱۹۴۷)

جام جهانی فوتبال ۱۹۷۴ - آلمان
- یورگن گرابوفسکی (۱۹۶۵–۱۹۸۰)
- یوپ هاینکس (۱۹۹۴–۱۹۹۵، بعنوان مربی)
- برند هولتسنباین (۱۹۶۷–۱۹۸۱)

جام جهانی فوتبال ۱۹۹۰ - آلمان
- اووه باین (۱۹۸۹–۱۹۹۴)
- توماس برتهولد (۱۹۸۲–۱۹۸۷)
- آندریاس کوپکه (۱۹۹۴–۱۹۹۶)
- آندریاس مولر (۱۹۸۵–۱۹۸۷)، (۱۹۹۰–۱۹۹۲)، (۲۰۰۳–۲۰۰۴)

جام جهانی فوتبال ۲۰۱۴ - آلمان
- یوآخیم لوو (۱۹۸۱–۱۹۸۲)

##### نایب قهرمانی
جام جهانی فوتبال ۱۹۵۴ - مجارستان
- یولا لورانت (۱۹۷۶، بعنوان مربی)

جام جهانی فوتبال ۱۹۶۶ - آلمان
- فریدل لوتس (۱۹۵۷–۱۹۶۶)، (۱۹۶۷–۱۹۷۳)
- یورگن گرابوفسکی (۱۹۶۵–۱۹۸۰)
- هانس تیلکوفسکی (۱۹۶۷–۱۹۷۰)

جام جهانی فوتبال ۱۹۸۲ - آلمان
- مانفرد کالتس (۲۰۰۰–۲۰۰۱، بعنوان مربی)
- فیلیکس ماگات (۱۹۹۹–۲۰۰۱، بعنوان مربی)

جام جهانی فوتبال ۱۹۸۶ - آلمان
- توماس برتهولد (۱۹۸۲–۱۹۸۷)
- فیلیکس ماگات (۱۹۹۹–۲۰۰۱، بعنوان مربی)
- اووه ران (۱۹۹۲–۱۹۹۳)
- وولفگانگ رولف (۲۰۱۴–۲۰۱۵، بعنوان کمک مربی)
- اولی اشتاین (۱۹۸۷–۱۹۹۴)

جام جهانی فوتبال ۲۰۰۲ - آلمان
- یورگ بومه (۱۹۹۵–۱۹۹۶)
- مارکو رمر (۲۰۰۵–۲۰۰۷)
- برند اشنایدر (۱۹۹۸–۱۹۹۹)

##### سومی
جام جهانی فوتبال ۱۹۳۴ - آلمان
- رودولف گراملیش (۱۹۲۹–۱۹۳۹)، (۱۹۴۳–۱۹۴۴)

جام جهانی فوتبال ۱۹۷۰ - آلمان
- یورگن گرابوفسکی (۱۹۶۵–۱۹۸۰)

جام جهانی فوتبال ۱۹۸۲ - لهستان
- ولادزیمیرز اسمولارک (۱۹۸۶–۱۹۸۸)

جام جهانی فوتبال ۲۰۰۶ - آلمان
- تیمو هیلدبراند (۲۰۱۴–۲۰۱۵)
- برند اشنایدر (۱۹۹۸–۱۹۹۹)

جام جهانی فوتبال ۲۰۱۰ - آلمان
- یوآخیم لوو (۱۹۸۱–۱۹۸۲)
- مارکو مارین (۱۹۹۶–۲۰۰۵)

#### جام ملت‌های اروپا

##### قهرمانی
جام ملت‌های اروپا ۱۹۷۲ - آلمان
- یورگن گرابوفسکی (۱۹۶۵–۱۹۸۰)
- یوپ هاینکس (۱۹۹۴–۱۹۹۵، بعنوان مربی)
- هورشت کوپل (۱۹۹۴–۱۹۹۵، بعنوان کمک مربی)

جام ملت‌های اروپا ۱۹۸۰ - آلمان
- فیلیکس ماگات (۱۹۹۹–۲۰۰۱، بعنوان مربی)

جام ملت‌های اروپا ۱۹۹۶ - آلمان
- آندریاس کوپکه (۱۹۹۴–۱۹۹۶)
- آندریاس مولر (۱۹۸۵–۱۹۸۷)، (۱۹۹۰–۱۹۹۲)، (۲۰۰۳–۲۰۰۴)

##### نایب قهرمانی
جام ملت‌های اروپا ۱۹۶۰ - یوگسلاوی
- فحرالدین یوسفی (۱۹۶۶–۱۹۷۰)
- برانکو زبتس (۱۹۸۲–۱۹۸۳، بعنوان مربی)

جام ملت‌های اروپا ۱۹۷۶ - آلمان
- برند هولتسنباین (۱۹۶۷–۱۹۸۱)
- پیتر رایچل (۱۹۷۰–۱۹۷۹)

جام ملت‌های اروپا ۱۹۹۲ - آلمان
- مانفرد بینتس (۱۹۸۵–۱۹۹۶)
- توماس دول (۱۹۹۴–۱۹۹۶)
- آندریاس کوپکه (۱۹۹۴–۱۹۹۶)
- آندریاس مولر (۱۹۸۵–۱۹۸۷)، (۱۹۹۰–۱۹۹۲)، (۲۰۰۳–۲۰۰۴)

جام ملت‌های اروپا ۱۹۹۶ - جمهوری چک
- کارل رادا (۲۰۰۱–۲۰۰۲)

#### المپیک تابستانه (فوتبال مردان)

##### طلا
المپیک تابستانی ۱۹۵۲ - مجارستان
- یولا لورانت (۱۹۷۶، بعنوان مربی)

المپیک تابستانی ۱۹۶۰ - یوگسلاوی
- فحرالدین یوسفی (۱۹۶۶–۱۹۷۰)

المپیک تابستانی ۱۹۹۶ - نیجریه
- جی-جی اوکوچا (۱۹۹۲–۱۹۹۶)

المپیک تابستانی ۲۰۱۲ - مکزیک
- مارکو فابیان (۲۰۱۶)

##### نقره
المپیک تابستانی ۱۹۲۴ - سوئیس
- والتر دیتریش (۱۹۲۵–۱۹۳۸)

المپیک تابستانی ۱۹۵۲ - یوگسلاوی
- ایویکا هوروات (۱۹۵۷–۱۹۶۱)
- برانکو زبتس (۱۹۸۲–۱۹۸۳، بعنوان مربی)

المپیک تابستانی ۱۹۹۲ - لهستان
- داریوز آدامچوک (۱۹۹۲–۱۹۹۳)

المپیک تابستانی ۲۰۱۶ - آلمان
- نیکلاس زوله (۲۰۰۶–۲۰۰۹)

##### برنز
المپیک تابستانی ۱۹۸۸ - آلمان غربی
- رالف سیورز (۱۹۸۲–۱۹۹۰)
- رودولف بومر (۱۹۹۲–۱۹۹۷)
- اولاف یانسن (۱۹۹۶–۲۰۰۰)
- جام ملت‌های آسیا - ۱۹۹۶ و ۲۰۰۴
- مهدی مهدوی کیا (۲۰۰۷–۲۰۱۰)

## رکوردها
فهرست زیر شامل برترین و جالب‌ترین رکورد هایی‌ست که بوسیلهٔ باشگاه فوتبال آینتراخت فرانکفورت ثبت گردیده‌است:
- پیروزی در خانه، بوندس‌لیگا: ۹–۱ در برابر باشگاه رات-وایزن اسن، ۵ اکتبر ۱۹۷۴
- پیروزی خارج از خانه، بوندس‌لیگا: ۱–۸ در برابر باشگاه رات-وایزن اسن، ۷ مه ۱۹۷۷
- باخت در خانه، بوندس‌لیگا: ۰–۷ در برابر باشگاه کارلسروهر، ۱۹ سپتامبر ۱۹۶۴
- باخت خارج از خانه، بوندس‌لیگا: ۷–۰ در برابر باشگاه کلن، ۲۹ اکتبر ۱۹۸۳
- بیشترین تعداد تماشاچی در خانه: ۸۱۰۰۰ نفر در برابر اف‌کی پیرماسنس، ۲۳ مه ۱۹۵۹
- بیشترین تعداد تماشاچی خارج از خانه: ۱۲۷۶۲۱ نفر در برابر رئال مادرید، در هامپدن پارک، گلاسگو، ۱۸ مه ۱۹۶۰
- بیشترین تعداد بازی در بوندس‌لیگا: کارل-هاینز کوربل، ۶۰۲ بازی (از ۱۹۷۲ تا ۱۹۹۱)
- بیشترین تعداد بازی در تمامی جام‌ها: کارل-هاینز کوربل، ۷۲۰ بازی (از ۱۹۷۲ تا ۱۹۹۱)
- بهترین گلزن در بوندس‌لیگا: برند هولزن‌بین، ۱۶۰ گل (از سال ۱۹۶۷ تا ۱۹۸۱)
- بهترین گلزن در تمامی جام‌ها: برند هولزن‌بین، ۲۰۱ گل (از سال ۱۹۶۷ تا ۱۹۸۱)
- بیشترین گل زده در یک فصل: آندره سیلوا، ۲۸ گل
- آینتراخت دارای رکورد بیش‌ترین تعداد بازی بدون برد (۳۲) از ۲۰ اوت ۱۹۸۵ تا ۲۵ اوت ۱۹۸۷ می‌باشد. (۲ سال و ۵ روز بدون برد)
- ریچارد کرس (متولد ۶ مارس ۱۹۲۵) در سن ۳۸ سالگی اولین بازی بوندس‌لیگایی خود را در تاریخ ۲۴ اوت ۱۹۶۳ انجام داد و اولین گلش در بوندس‌لیگا را در حالی که ۳۸ سال و ۲۴۸ روز داشت به ثمر رساند.

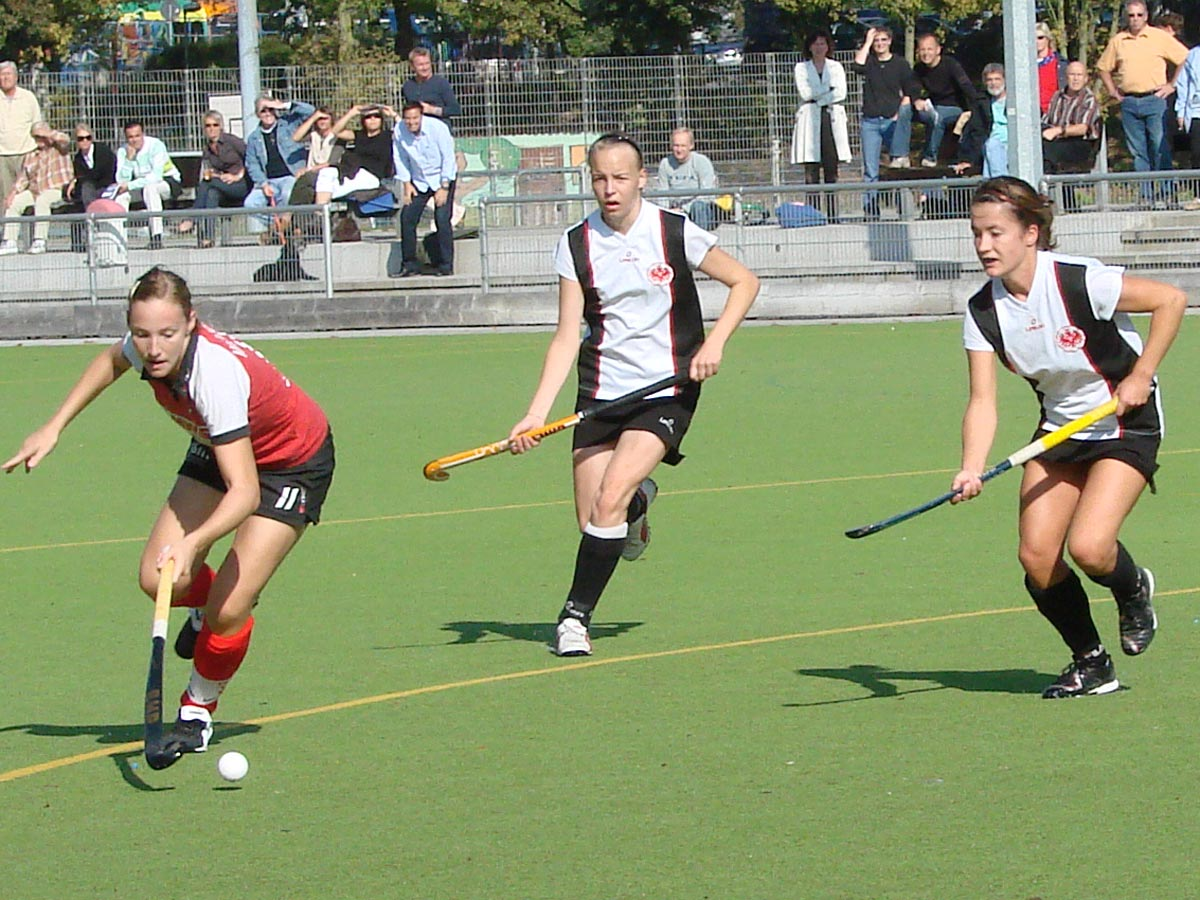
تیم هاکی روی چمن باشگاه فرانکفورت چهارمین تیم تأسیس شده توسط این باشگاه ورزشی است.

## دیگر رشته‌های باشگاه

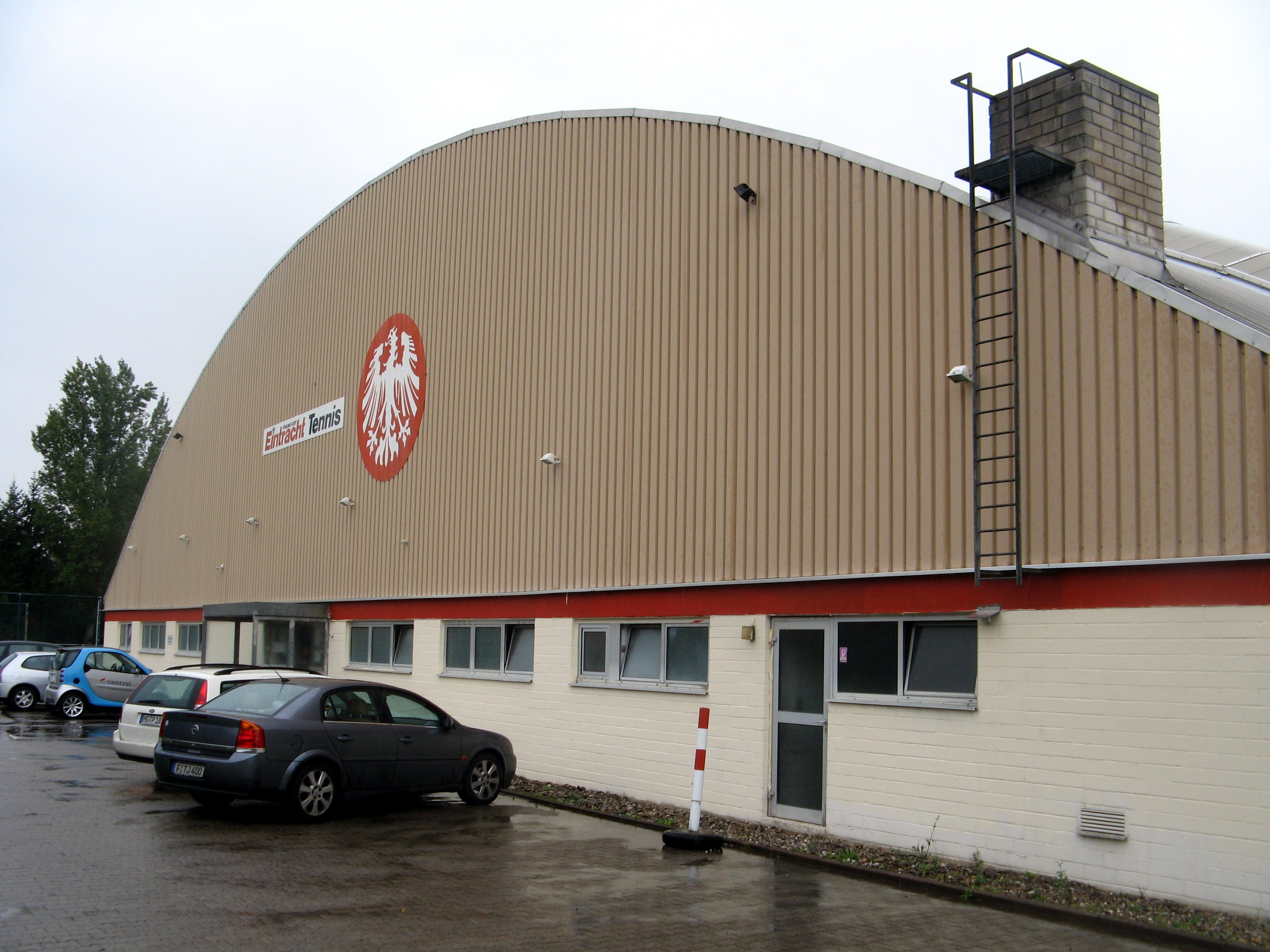
درب ورودی باشگاه تنیس آینتراخت فرانکفورت (تأسیس شده در سال ۱۹۲۰)

باشگاه ورزشی آینتراخت فرانکفورت ای.وی. از ۱۸ بخش و رشتهٔ ورزشی تشکیل شده‌است که شامل:
1. ژیمناستیک (از تاریخ ۲۲ ژانویه ۱۸۶۱)
2. فوتبال (از تاریخ ۸ مارس ۱۸۹۹)
3. ترک و فیلد (از سال ۱۸۹۹)
4. هاکی روی چمن (از سال ۱۹۰۶)
5. بوکس (از سال ۱۹۱۹)
6. تنیس (از سال ۱۹۲۰)
7. هندبال (از سال ۱۹۲۱)
8. راگبی (از سال ۱۹۲۳)
9. تنیس روی میز (از نوامبر ۱۹۲۴)
10. بسکتبال (از تاریخ ۴ ژوئن ۱۹۵۴)
11. کرلینگ باواریایی (از تاریخ ۹ دسامبر ۱۹۵۹)
12. والیبال (از ژوئیه ۱۹۶۱)
13. فن کلاب (باشگاه هواداری) (از تاریخ ۱۱ دسامبر ۲۰۰۰)
14. هاکی روی یخ (از سال‌های ۱۹۵۹ تا ۱۹۹۱ و دوباره از تاریخ ۱ ژوئیه ۲۰۰۲)

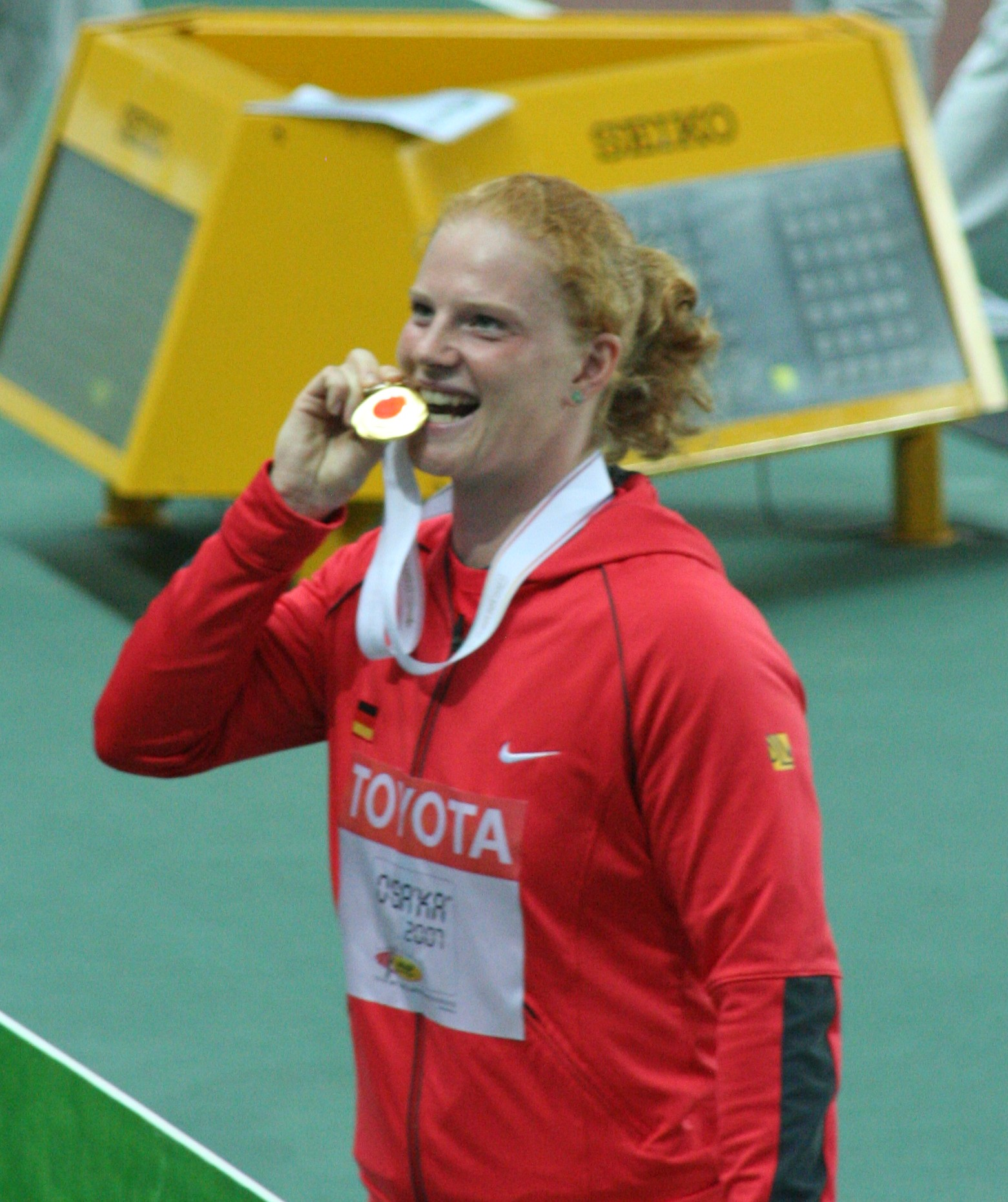
بتی هایدلر، معروف‌ترین شخصیت ورزشی فرانکفورت و فعال در رشتهٔ پرتاب چکش

15. دارت (از تاریخ ۱ ژوئیه ۲۰۰۶)
16. ورزش سه‌گانه (از ژانویه ۲۰۰۸)
17. التیمیت فریزبی (از سال ۲۰۱۵)
18. فوتبال دستی (از ژوئیه ۲۰۱۶)